# TEDAX

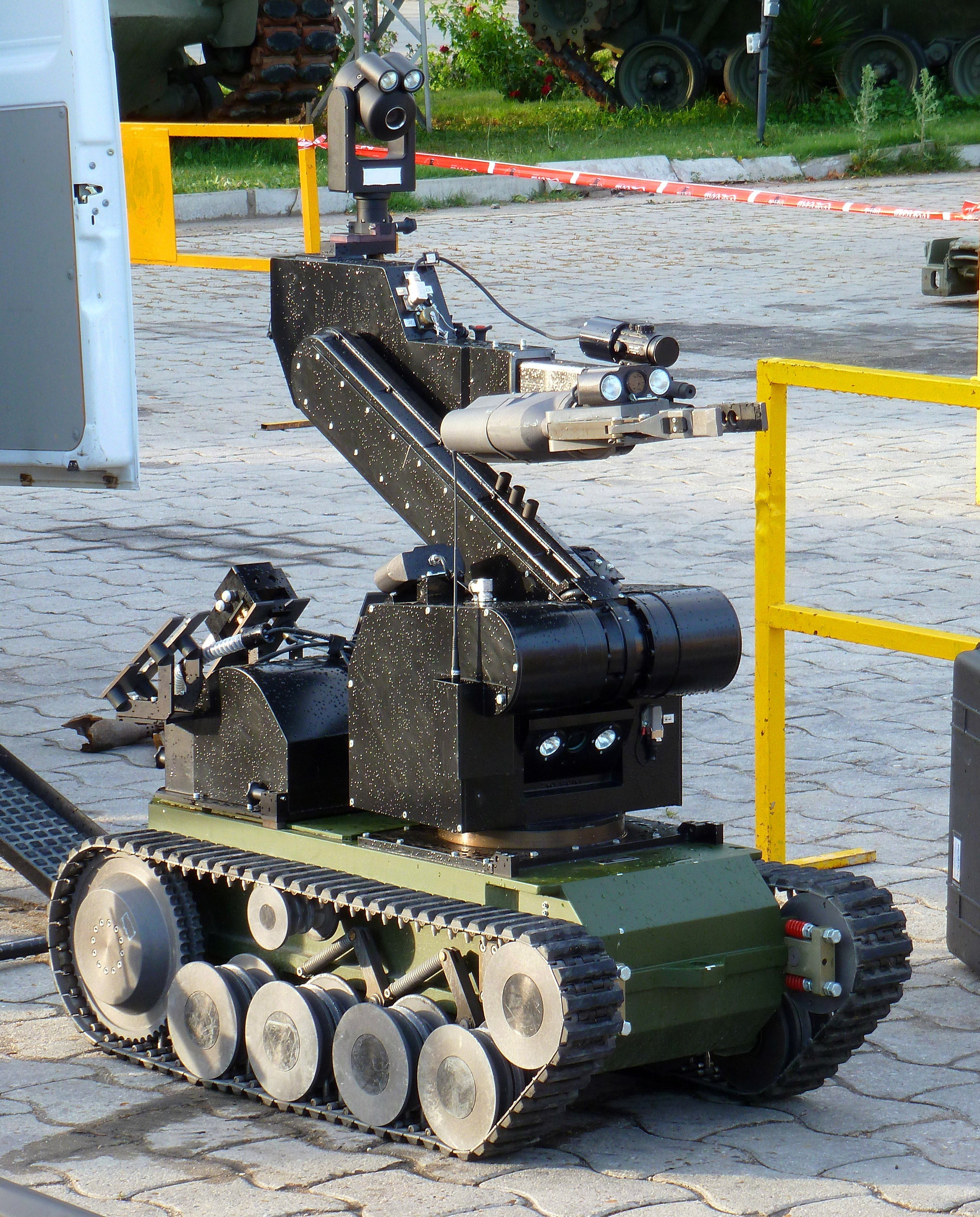
Robô de desativação de explosivos Telerob tEODor do exército espanhol.

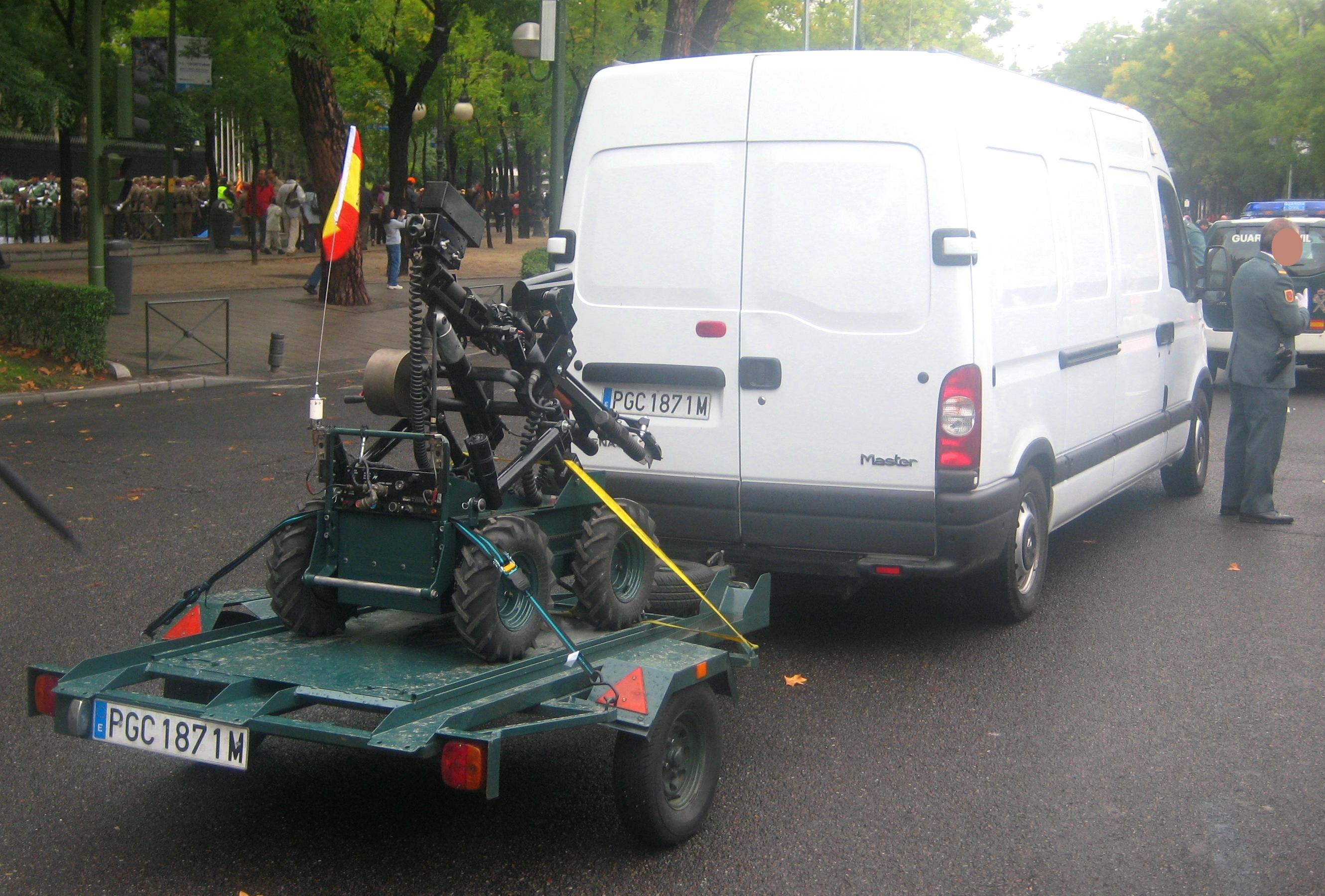
Um robô da Guardia Civil.

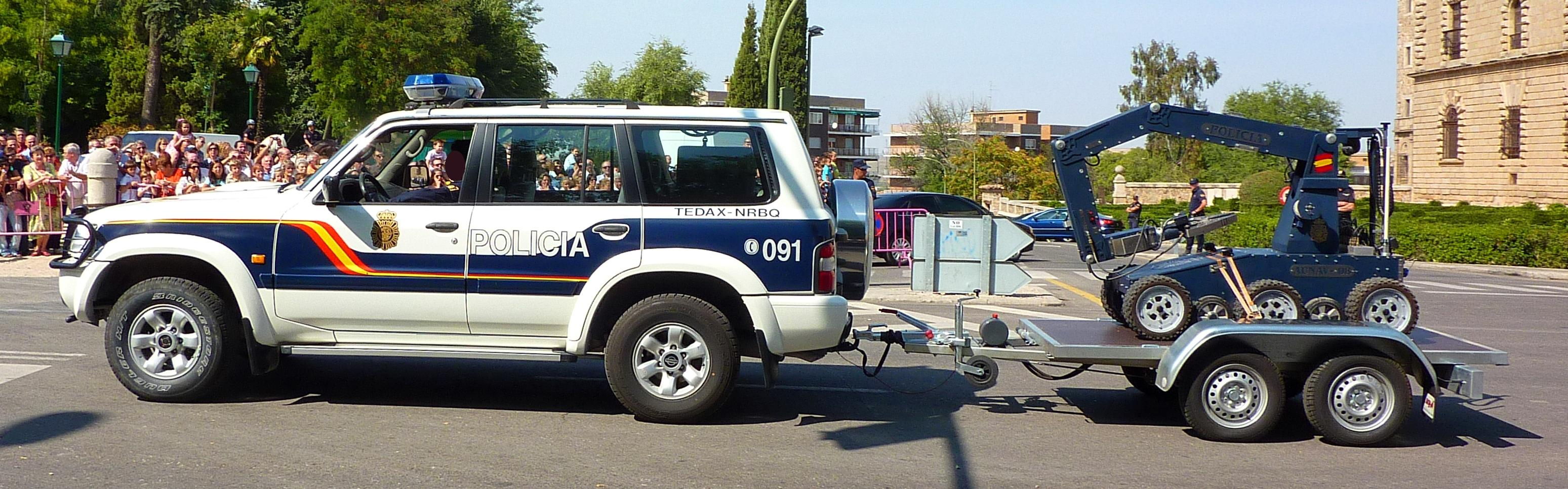
Robô AUNAV do Cuerpo Nacional de Policía de España.

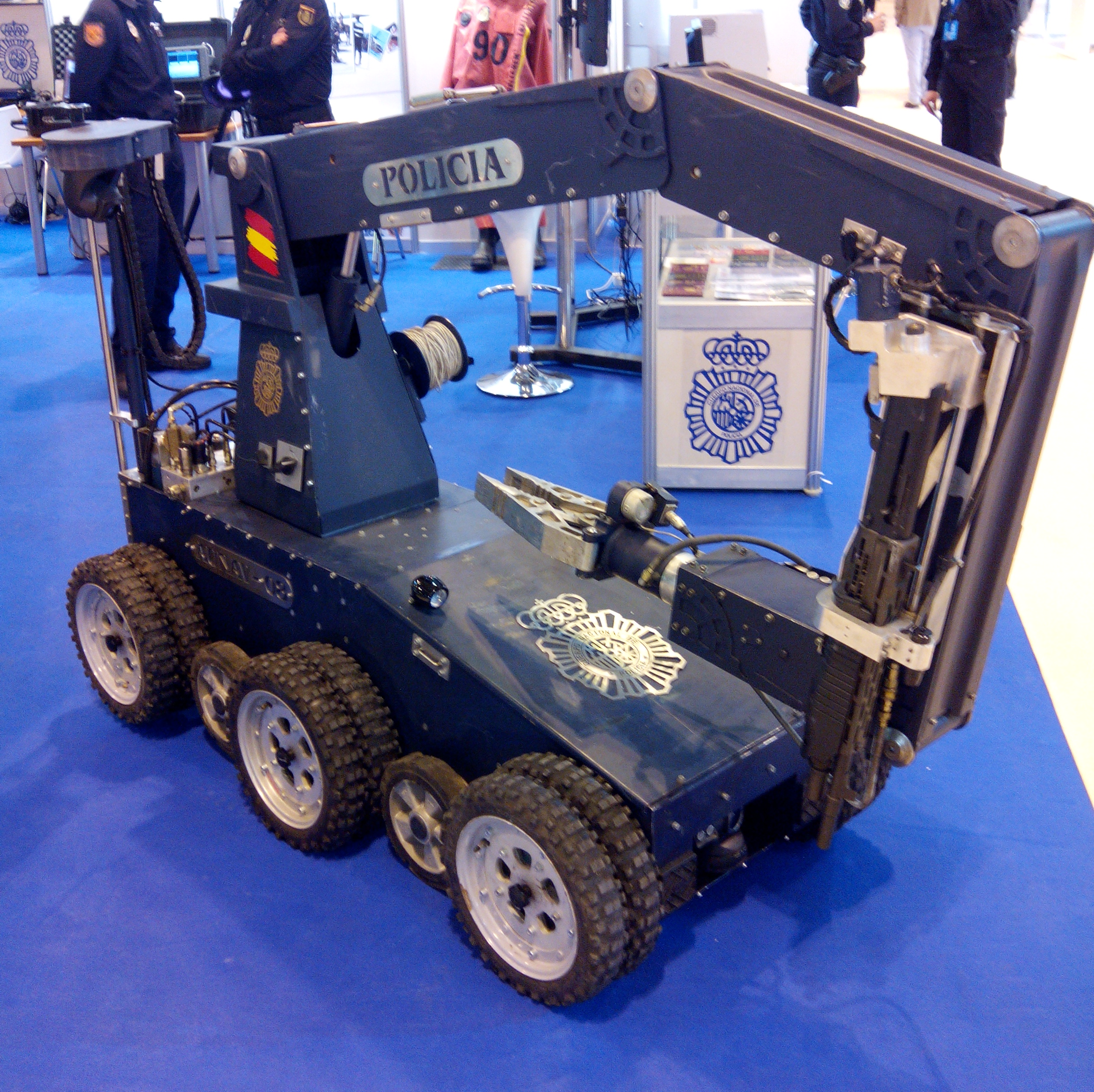
Robô AUNAV em Homsec 2015.

Técnico Especialista em Desativação de Artefatos Explosivos (TEDAX ou Tédax) é a denominação dada na Espanha aos especialistas cuja função é a neutralização, desativação e intervenção em artefatos explosivos não regulamentados (conhecidos popularmente como "bombas") e a realização dos estudos e relatórios (perícias) dos mesmos. Também são conhecidos como "brigadistas de minas e armadilhas". . 
Estes especialistas fazem parte das unidades com o mesmo nome que existem nas forças policiais e, até à mudança de nome em 2001, também nas forças militares. Esta mudança de nome nas Forças Armadas espanholas seguiu-se à entrada do país na NATO. A adoção de normas internacionais para a eliminação de artefatos explosivos (EOD, sua sigla em inglês) nas forças armadas implicou, por um lado, a substituição da denominação TEDAX pela denominação internacional EOD e, por outro, que a formação destes técnicos militares espanhóis de EOD abrangesse também a desativação de  explosivos convencionais não deflagrados (munições).
O TEDAX dos órgãos de segurança do Estado e o EOD das Forças Armadas tornaram-se peças-chave na luta contra o terrorismo, cada um no seu âmbito de competência. Para desempenharem o seu papel, são apoiados por alta tecnologia especificamente concebida para este fim, como robôs especializados ou roupas especiais à prova de explosão de alta proteção, entre outros.
Na Espanha, existem unidades TEDAX na Guardia Civil, no Cuerpo Nacional de Policía e em algumas forças policiais regionais, e existem unidades EOD no Exército, na Aeronáutica e na Marinha. 
A nível nacional, a atuação das unidades TEDAX da polícia tem sido fundamental desde a sua criação em meados da década de 1970 (as unidades TEDAX do Cuerpo Nacional de Policía e da Guardia Civilforam criadas em 1975), devido à intensa atuação de grupos terroristas como a ETA. Desempenharam também um papel importante nos atentados do 11-M. Fora do território nacional, as unidades EOD tornaram-se peças essenciais nas operações internacionais que as Forças Armadas espanholas levam a cabo em todo o mundo, em zonas onde a ameaça de artefatos e munições é muito alta.

A primeira vítima das unidades policiais TEDAX, Rafael Valdenebro Sotelo, faleceu em 1978 quando tentava desativar um artefato explosivo atribuído ao MPAIAC. As outras vítimas, doze até 2005, perderam a vida quando tentavam neutralizar bombas da ETA: é a unidade, dentre os órgãos de segurança do Estado, com mais vítimas mortais de atentados terroristas. Nas Forças Armadas, a primeira vítima das modernas unidades TEDAX foi o capitão Fernando Álvarez Rodríguez, que faleceu no cumprimento do dever em 1993, na Bósnia-Herzegovina, apenas um ano após o primeiro envio de tropas espanholas para missões de manutenção da paz no estrangeiro.

Escudo dos TEDAX da Guardia Civil.
Emblema dos TEDAX da Policía Nacional.
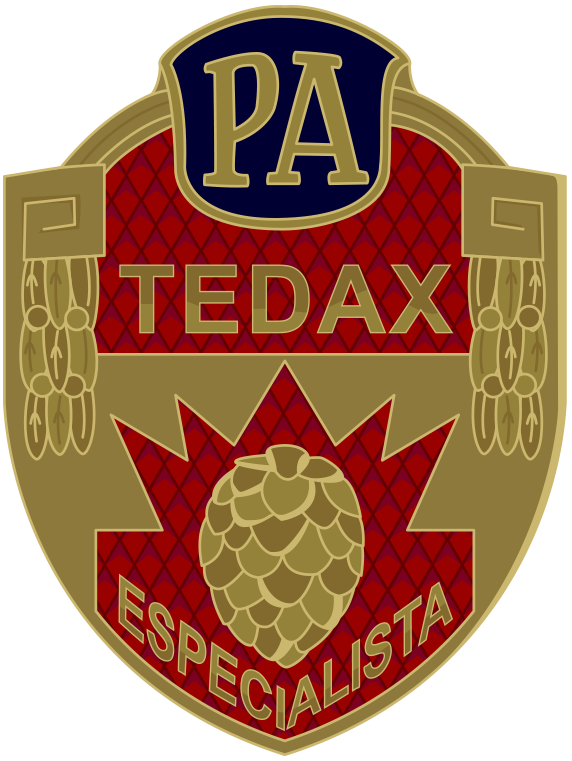
Primeiro emblema dos TEDAX do Cuerpo de Policía Armada.